# Ignacio Alfaro Arregui
Ignacio Alfaro Arregui (3 de mayo de 1918 - 24 de julio de 2000) fue un militar español que llegó a presidir la Junta de Jefes de Estado Mayor (JUJEM) entre 1978 y 1982. Desde ese máximo puesto en el escalafón de las Fuerzas Armadas Españolas desempeñó un papel muy importante para impedir el triunfo del golpe de Estado en España de 1981, también conocido como el «23-F». Estuvo en contacto permanente con el rey Juan Carlos I.

## Distinciones
- Gran Cruz del Mérito Militar. distintivo blanco (1977)
- Gran Cruz del Mérito Aeronáutico. distintivo blanco
- Gran Cruz de la Real y Militar Orden de San Hermenegildo.
- Gran Cruz de la Orden del Mérito Civil. (1971)
- Cruz del Mérito Aeronáutico. distintivo blanco
- Placa de la Real y Militar Orden de San Hermenegildo.
- Encomienda de la Real y Militar Orden de San Hermenegildo.
- Cruz de la Real y Militar Orden de San Hermenegildo.